# ادوارد سی استون
 ادوارد سی استون (انگلیسی: Edward C. Stone؛ زاده ۲۳ ژانویهٔ ۱۹۳۶) یک فیزیک‌دان اهل ایالات متحده آمریکا است.